# Garennes-sur-Eure
Garennes-sur-Eure ist eine französische Gemeinde mit 2.024 Einwohnern (Stand: 1. Januar 2022) im Département Eure in der Region Normandie. Sie gehört zum Arrondissement Évreux und zum Kanton Saint-André-de-l’Eure.
Die Einwohner werden Garennais und Garennaises genannt.
Die Gemeinde erhielt 2022 die Auszeichnung „Eine Blume“, die vom Conseil national des villes et villages fleuris (CNVVF) im Rahmen des jährlichen Wettbewerbs der blumengeschmückten Städte und Dörfer verliehen wird.

## Geographie
Garennes-sur-Eure liegt im östlichen Teil des Départements Eure am Fluss Eure, 65 Kilometer westlich von Paris.

### Nachbargemeinden
Umgeben ist Garennes-sur-Eure von den Nachbargemeinden Neuilly und Bueil im Norden, Guainville im Osten, La Chaussée-d’Ivry im Südosten, Ivry-la-Bataille im Süden sowie La Couture-Boussey im Westen.

## Einwohnerentwicklung
| Jahr      | 1962 | 1968 | 1975 | 1982  | 1990  | 1999  | 2006  | 2018  |
| --------- | ---- | ---- | ---- | ----- | ----- | ----- | ----- | ----- |
| Einwohner | 747  | 783  | 881  | 1.154 | 1.365 | 1.572 | 1.776 | 1.926 |

## Kultur und Sehenswürdigkeiten
- Menhir
- Kirche Saint-Aignan aus dem 12. Jahrhundert, im 15. Jahrhundert umgebaut

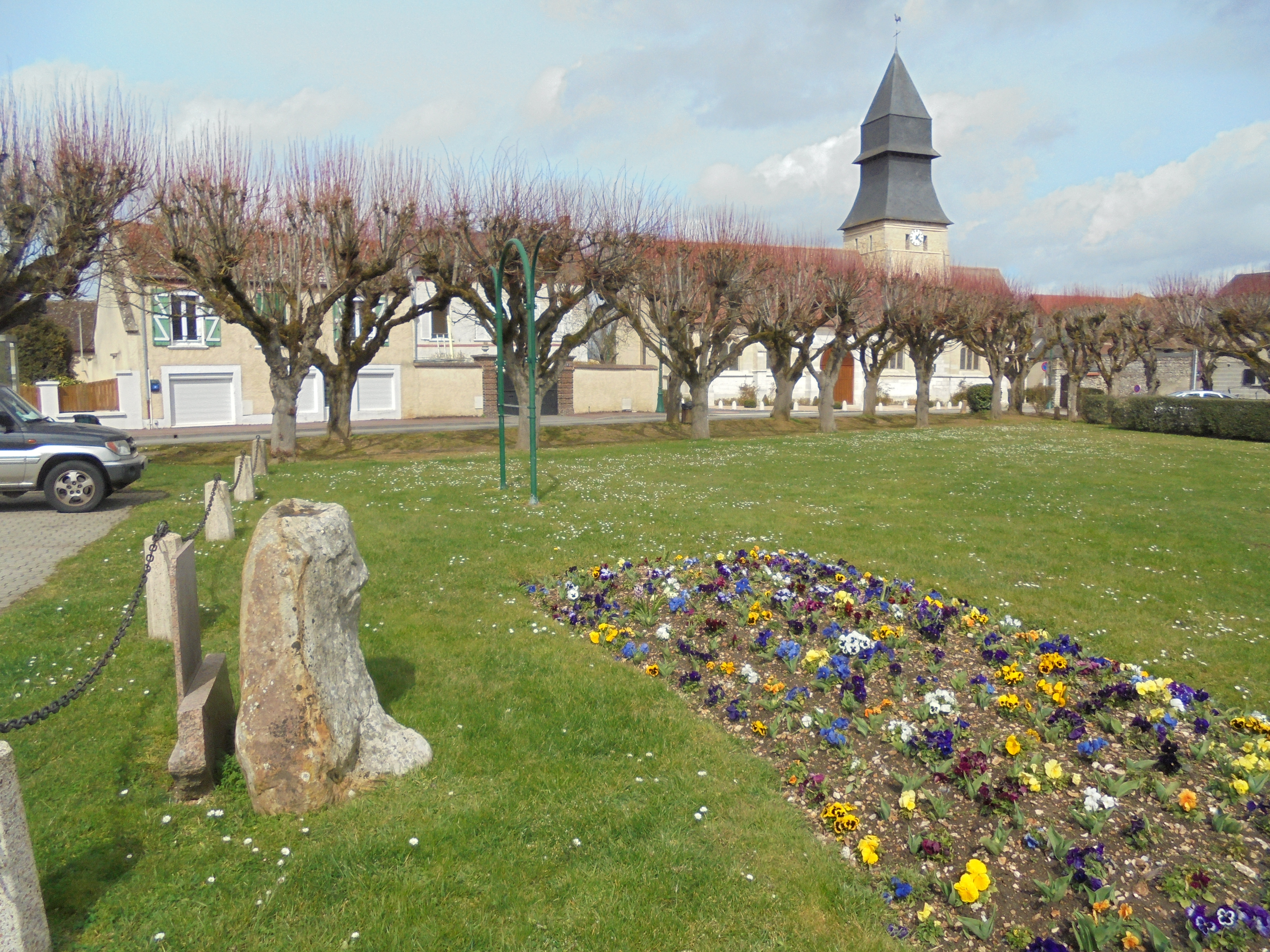
Menhir, im Hintergrund der Kirchturm der Kirche Saint-Aignan